# Istituto Le Rosey
L'Institut Le Rosey, noto anche come Le Rosey o semplicemente Rosey, è un collegio svizzero con sede a Rolle, sulle sponde del lago di Ginevra. È rinomato come uno dei più prestigiosi e costosi istituti scolastici al mondo e conta, tra i propri alunni, appartenenti a diverse famiglie reali.
L'istituto fu fondato nel 1880 da Paul-Émile Carnal sul sito del trecentesco Château du Rosey, nel Canton Vaud ed è uno dei più antichi educandati della Svizzera.

## Filosofia educativa
La filosofia e la pratica della didattica sono ispirate alla teoria delle intelligenze multiple dello psicologo Howard Gardner, dell'Harvard University: "Il suo scopo è sviluppare tutti i talenti individuali dei Roseani attraverso lo studio accademico, lo sport, e i programmi artistici". La scuola offre un impegnativo curriculum bilingue e biculturale, in cui le lingue sono il francese o l'inglese, a seconda del programma accademico degli studenti; tuttavia, gli studenti, durante il loro corso di studi a Le Rosey, possono seguire lezioni in molte lingue.

## Storia
Lo Château du Rosey, che funge da campus principale del Le Rosey, fu costruito nel 1260 a protezione dei siti monacensi locali. Le prime notizie scritte relative al castello, tuttavia, risalgono alla fine del XV secolo. Nel 1880 il castello fu scelto dal fondatore della scuola, Paul-Émile Carnal, "un amante della natura, della storia e della campagna". Nel 1911 il fondatore cedette la proprietà del Le Rosey al figlio Henri-Paul.
Nel 1917 venne aperto il complesso di Gstaad, nella nota località sciistica nel Canton Berna, dove la scuola si trasferisce nei mesi invernali. Nel 1947 la proprietà passò a Louis Johannot e Helen Schaub, la terza generazione di direttori. Nel 1967 furono ammesse per la prima volta le ragazze e fu aperto un campus femminile separato da quello maschile. Nel 1980 assunse il controllo dell'istituto la quarta generazione di direttori, Philippe e Anne Gudin de la Sablonnière.

## Mobilità geografica
La composizione delle diverse nazionalità degli studenti convenuti a studiare nell'ateneo ha ricalcato negli anni le tendenze politiche ed economiche del pianeta: negli anni cinquanta e sessanta del Novecento, la maggior parte degli studenti erano americani, italiani e greci; negli anni settanta, fu la volta di arabi e iraniani; negli anni ottanta arrivarono giapponesi e coreani; i russi divennero la maggioranza negli anni novanta.
Proprio la massiccia presenza di questa ultima nazionalità, fino a un terzo degli studenti a metà degli anni '90, dette origine a fenomeni di bullismo nei confronti di altri studenti, in alcuni casi terrorizzati a tal punto da lasciare la scuola. Questi episodi indussero la gestione dell'istituto ad introdurre una quota massima del 10% di studenti per ciascuna nazionalità, in modo da evitare la creazione di componenti dominanti.